# Nuzu
Nuzu (Nuzi) a mai Yorghan Tepe egy ókori mezopotámiai város volt Irakban, az al-Tamim Kormányzóságban, Kirkuk mellett délnyugatra, a Tigris folyó közelében.

## Története
Nuzu (Yorghan Tepe) helyén már az i. e. 3. évezred első felében állt a sumér és sémi lakosságú Gaszur város, melyet a feljegyzések a vidék kereskedelmi központjaként említettek.
A település az i. e. 2. évezred közepén Babilon befolyása alatt állt.
A hurrik a XVIII-XVII. században Észak-Irakkal együtt Gasurt is elfoglalták, nevét ekkor változtatták Nuzura, a mitani birodalom része lett.
Nuzu az I. e. XV. században élte fénykorát.
Újjáépítették templomait és a kormányzó számára is pompás palotát emeltek.
A település az i. e. 1. évezred elejére elnéptelenedett, de a párthus korszakban újra lakták.

## Régészet
Nuzu első régészeti feltárása 1896-ban volt, majd 1925-1935 között amerikai régészeti expedíció végzett itt feltárási munkát.
Máig mintegy ötezer ékírásos tábla került elő, legtöbbjük a hurri időszakból, a fennmaradó pedig a város alapítása korából származik.

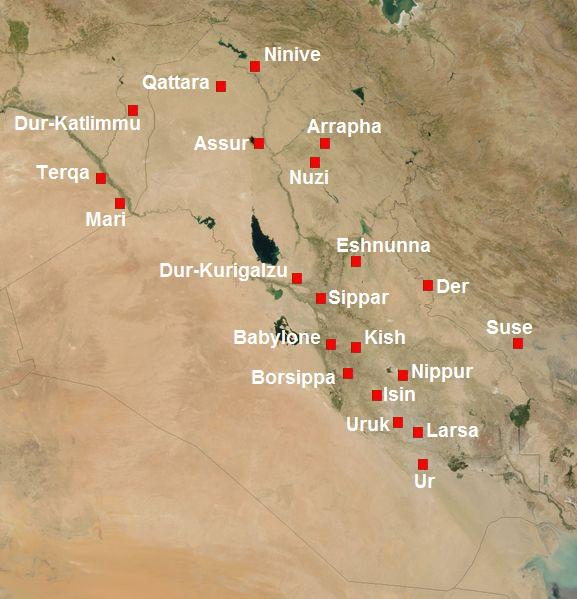
Mezopotámia az i. e. 2. évezredben